# Magnus Bierfreund
Magnus Bierfreund (* 17. Januar 2004 in Kiel) ist ein deutscher Handballspieler, der beim deutschen Verein HBW Balingen-Weilstetten unter Vertrag steht.

## Werdegang
Magnus Bierfreund spielte ab 2010 bei der  TuS Schwarz-Weiß Elmschenhagen. 2017 wechselte er zum TSV Kronshagen und 2019 zum THW Kiel, mit dessen U-19-Mannschaft er in der A-Jugend-Bundesliga spielt. In der Saison 2023/24 steht der 1,90 m große Handballtorwart außerdem im erweiterten Kader der Bundesligamannschaft der Kieler, und kam am ersten Spieltag der Saison beim 36:25-Sieg gegen den HBW Balingen-Weilstetten zu seinem ersten Einsatz bei den Profis in der Bundesliga. Beim Gewinn des DHB-Supercups 2023/24 blieb er an Stelle des verletzten Vincent Gérard als zweiter Torwart hinter Tomáš Mrkva ohne Spielzeit.
Zur Saison 2024/25 wechselte Bierfreund zum HBW Balingen-Weilstetten, wo er mit der zweiten Mannschaft in der 3. Liga spielen wird. In der Schlussphase der Saison 2024/25 kam Bierfreund in der Zweitligamannschaft des HBW Balingen-Weilstetten zum Einsatz.